# PALPALワイド 本気?ラジ!
PALPALワイド本気?ラジ!（パルパルワイドマジ?ラジ!）は、南海放送ラジオで、2011年3月31日まで毎週月曜～木曜に放送されていた昼の生ワイド番組である。

## 番組の由来
南海放送本町会館に移転後運用開始したラジオスタジオの愛称がPALスタジオとなり、心機一転という形でそれまで同枠で放送していた「まいど!」を改題した形でスタートした。よって、前番組時代から放送しているものはスライドして引き続き放送しているものが多かった。2011年4月からは、PALPALワイド本気?ラジ!fにリニューアルする。

## 歴代および現プレゼンター
- 林浩彦（2007年度まで月・火担当、2008年度は火曜担当。前番組まいど!から続投）
- やのひろみ（初年度から継続出演中、当初より水・木担当。林同様前番組から続投）
- 桝形浩人（2008年度より。08年度と09年度は、月曜担当。現在火曜担当）
- 高木春菜（南海放送アナウンサー。2009年からで初年度は火曜担当。現在月曜担当)